# フリウス氏族
フリウス氏族 (ラテン語: Gens Furia) は、古代ローマの氏族のひとつ。共和政前期には執政官を輩出。著名人にガリアからローマを救った英雄マルクス・フリウス・カミッルスがいる。

## パトリキ系

### フスス家
- セクストゥス・フリウス： 紀元前488年の執政官[1]
- スプリウス・フリウス・メドゥッリヌス・フスス： 紀元前481年の執政官[2]
- ルキウス・フリウス・メドゥッリヌス： 紀元前474年の執政官[3]
- プブリウス・フリウス・メドゥッリヌス・フスス： 紀元前472年の執政官[4]
- スプリウス・フリウス・メドゥッリヌス・フスス： 紀元前464年の執政官[5]
  - ルキウス・フリウス・メドゥッリヌス： 紀元前432年, 425, 420年の執政武官[6]
    - ルキウス・フリウス・メドゥッリヌス： 紀元前413年, 409年の執政官。前407, 405, 398, 397, 395, 394, 391年の執政武官[7]
    - スプリウス・フリウス・メドゥッリヌス： 紀元前400年の執政武官[8]
      - ルキウス・フリウス・メドゥッリヌス： 紀元前381年, 370年の執政武官[9]
- アグリッパ・フリウス・フスス： 紀元前446年の執政官[10]
- ガイウス・フリウス・パキルス・フスス： 紀元前441年の執政官。前426年の執政武官[11]
- マルクス・フリウス・フスス： 紀元前403年の執政武官[12]
- セクストゥス
  - アグリッパ・フリウス・フスス： 紀元前391年の執政武官[13]

### カミッルス家
- スプリウス・フリウス・メドゥッリヌス・フスス？
  - ルキウス・フリウス・メドゥッリヌス (紀元前432年の執政武官)？
    - マルクス・フリウス・カミッルス： 紀元前401年, 398, 394, 386, 384, 381年の執政武官。独裁官も5度務めた英雄[14]
      - ルキウス・フリウス・カミッルス： 紀元前349年の執政官[15]
      - スプリウス
        - ルキウス・フリウス・カミッルス： 紀元前338年, 325年の執政官[16]

### パキルス家
- ガイウス・フリウス・パキルス・フスス
- ガイウス・フリウス・パキルス： 紀元前412年の執政官[17]
- ガイウス
  - ガイウス
    - ガイウス・フリウス・パキルス： 紀元前251年, 247年の執政官[18]

### ピルス家
- マルクス
  - スプリウス
    - プブリウス・フリウス・ピルス： 紀元前223年の執政官[19]
      - ルキウス・フリウス・ピルス： 紀元前171年のプラエトル。サルディニア担当[20]
        - ルキウス・フリウス・ピルス： 紀元前136年の執政官[21]
- プブリウス・フリウス・ピルス： 紀元前174年のプラエトル。ヒスパニア・ウルテリオル担当[22]

### プルプリオ家
- スプリウス
  - スプリウス
    - ルキウス・フリウス・プルプリオ： 紀元前196年の執政官[23]

### クラッシペス家
- マルクス・フリウス・クラッシペス： 紀元前187年, 173年のプラエトル[24]
- プブリウス・フリウス・クラッシペス： 紀元前82年頃のアエディリス・クルリス[25]
- （フリウス・）クラッシペス： 紀元前51年のクァエストル[26]

### その他
- スプリウスもしくはルキウス・フリウス： 紀元前378年の執政武官[27]
- ルキウス・フリウス： 紀元前318年のプラエトル。カプアの秩序回復のため一時的に長官となる[28]
- ルキウス・フリウス・ビバクルス： 紀元前219年頃のプラエトル[29]
- ルキウス・フリウス・ビバクルス： 紀元前216年のクァエストル[30]
- ガイウス・フリウス： 紀元前178年の海軍二人官。アンコーナからアクイレイアまでのアドリア海担当。イストリアまで艦隊を運ぶ[31]
- ルキウス・フリウス： 紀元前75年のプラエトル。不法所得返還請求担当[32]

## プレプス系
- ルキウス・フリウス： 紀元前308年の護民官。アッピウス・クラウディウス・カエクスがケンソル職を延長したまま執政官選挙に立候補したため、妨害した[33]。
- マルクス・フリウス： 紀元前201年のレガトゥス。マルクス・アウレリウス・コッタの報告書を持ってマケドニアからローマへ送られる[34]。
- ガイウス・フリウス・アクレオ： 紀元前190年のクァエストル。スキピオ・アシアティクスの下で働く[35]。
- マルクス・フリウス・ルスクス： 紀元前187年のアエディリス[24]。
- ガイウス・フリウス： 紀元前170年のレガトゥス。ヴィス島からイリュリア王ゲンティウス（英語版）を監視する[36]。
- プブリウス・フリウス： 紀元前99年の護民官。ガイウス・マリウス派でクィントゥス・カエキリウス・メテッルス・ヌミディクスの帰還法案に拒否権行使[37]
- グナエウス
  - ルキウス・フリウス・ブロックス： 紀元前54年頃の貨幣三人委員[38]